# Línea Hoboken–World Trade Center
Hoboken–World Trade Center es un servicio operado por el PATH. Está coloreado en verde en los mapas del servicio del PATH y en el marcador de visualización tiene luces verdes. Este servicio opera desde Hoboken hacia el World Trade Center en el Bajo Manhattan. Este servicio opera desde las 6:00 a las 23:00 los días de semana solamente.
El servicio Hoboken-World Trade Center no opera en la madrugada los fines de semana.  Los pasajeros que viajan desde Hoboken al World Trade Center durante este tiempo deben de tomar el servicio Journal Square–Calle 33 vía el tren Hoboken desde Hoboken y transferirse en la Calle Grove al tren Newark–World Trade Center.
Con 3 millas de longitud, el servicio Hoboken–World Trade Center es el más corto del sistema del PATH.

## Lista de estaciones
| Estación           | Horario                             | Transferencias | Accesibilidad              |
| ------------------ | ----------------------------------- | -------------- | -------------------------- |
| Nueva Jersey       |                                     |                |                            |
| Hoboken            | 6:00 a las 23:00 los días de semana | HOB–33         | Acceso para discapacitados |
| Pavonia/Newport    | 6:00 a las 23:00 los días de semana | JSQ–33         | Acceso para discapacitados |
| Exchange Place     | 6:00 a las 23:00 los días de semana | NWK–WTC        | Acceso para discapacitados |
| Manhattan          |                                     |                |                            |
| World Trade Center | 6:00 a las 23:00 los días de semana | NWK–WTC        | Acceso para discapacitados |

- Datos: Q2789573